# 巴拉萨穆德拉姆
巴拉萨穆德拉姆（Balasamudram），是印度泰米尔纳德邦Dindigul县的一个城镇。总人口12281（2001年）。

## 人口
该地2001年总人口12281人，其中男性6221人，女性6060人；0—6岁人口1178人，其中男580人，女598人；识字率52.84%，其中男性为63.46%，女性为41.93%。